# Смит, Грег (дирижёр)
Грег Смит (англ. Gregg Smith; 21 августа 1931, Чикаго — 12 июля 2016) — американский хоровой дирижёр и композитор.

## Биография
Окончил Калифорнийский университет в Лос-Анджелесе (1956), где изучал дирижирование (у Фрица Цвейга) и композицию (в том числе под руководством Лукаса Фосса).
В 1955 году основал и возглавил смешанный хор из 16 певцов при одной из методистских церквей Лос-Анджелеса, которым продолжает руководить до сих пор. Хор получил название «Певцы Грега Смита» (англ. Gregg Smith Singers) и с 1970 г. базируется в Нью-Йорке.
Первое международное внимание хор Грега Смита привлёк в 1958 г., выступив на Всемирной выставке в Брюсселе. В следующем году началось интенсивное сотрудничество Смита с Игорем Стравинским, продолжавшееся 12 лет вплоть до смерти композитора. Трижды Смит со своим хором был удостоен премии Грэмми: в 1967 и 1971 гг. за альбомы хоровых произведений Чарльза Айвза, в 1969 г. — за «Глорию» Джованни Габриэли.
В целом репертуар хора строится преимущественно на музыке американских композиторов, от XVIII века до центральных фигур второй половины XX века (Элиот Картер, Нед Рорем и др.).
В 1978 году Смиту была присуждена Премия Дитсона, отмечающая вклад дирижёра в развитие американской музыки.